# Přírodní park Kochánov
Přírodní park Kochánov byl vyhlášen v roce 1985 jako oblast klidu, v roce 1994 získal status přírodního parku. Na jihu sousedí s CHKO Šumava. Rozkládá se na rozloze 81 km². Zabírá část území Kochánovských plání, charakteristického geomorfologického reliéfu předhůří Šumavy.
Tento přírodní park soustřeďuje ve svých hranicích všechny rozsáhlé lesní celky v prostoru Javorná – Čachrov – úseky Otavy v prostoru Nové Městečko – Červené Dvorce. Do oblasti spadá horní tok říčky Pstružné po Zahálku u Velhartic, celý tok Volšovky s Kepelským potokem. Na březích všech vodních toků jsou rozsáhlá sejpová pole, zarostlá většinou lužním lesem s velkou řadou chráněných rostlinných i živočišných druhů. V území je řada pramenných oblastí. Nejsou zde větší průmyslové podniky. Vhodné střídání lesních ploch v lužní zeleně je ideálním místem pro pěší rekreaci.